# Ryota Kohama
Ryota Kohama (小浜良太, Kohama Ryōta, Osaka, 4 de setembro de 1989) mais conhecido pelo seu nome artístico Ryota, é um músico e compositor Japonês conhecido como o baixista da banda de rock japonesa One Ok Rock. Ele iniciou sua carreira artística através do grupo de dança hip hop Heads, que lançou materiais musicais entre os anos de 2000 e 2002. Posteriormente, em 2005, juntou-se a formação do One Ok Rock.

## Biografia e carreira

### 1989–2004: Primeiros anos e Heads
Ryota Kohama nasceu em Osaka, Japão. Ainda criança, ingressou na escola de canto e dança Caless (キャレス) também localizada em Osaka. Ele foi selecionado juntamente com mais três membros, Toru Yamashita, Takuya Makihara e Kohei Nakamura para a formação do grupo de dança hip hop Heads. O grupo se apresentava regularmente em Tóquio e Osaka nos finais de semana e participava de diversas competições de dança, tendo sido premiado em concursos de 1996 a 1999, antes de estrear como um grupo musical sob a Amuse, Inc. em 2000. O lançamento de seu single de estreia "Screeeem!" ocorreu em 26 de julho de 2000, seguido por "Gooood or Bad!" em 22 de novembro de 2000. O quarteto lançou outros materiais, incluindo seu único álbum de estúdio MicMasta! em 21 de fevereiro de 2002.
Mais tarde, o Heads realizou uma pausa e se separou. Em 2004, foi fundido em um novo grupo com sete outros membros, que recebeu o nome de Ground 0. Kohama continuou suas atividades neste grupo. 

### 2005–presente: One Ok Rock
No início de 2005, Kohama atuou no drama televisivo da TV Asahi, Shibuya Fifutīn, em um papel secundário ao lado de Yamashita, um dos protagonistas. No mesmo ano, ele foi convidado por Yamashita para formar uma banda de rock, ao lado de Alexander Onizawa e Yu Koyanagi. Inicialmente, Kohama não demonstrou interesse em se juntar a uma banda ou a tocar baixo, entretanto, ele cita o baixista australiano Flea, como uma inspiração que o convenceu a tocar o instrumento. A formação do One Ok Rock teve a adição do vocalista Takahiro Moriuchi e a saída de Koyanagi.  Além disso, Tomoya Kanki, foi integrado como baterista e tornou-se um membro oficial da banda um ano depois. 
Durante o ano de 2006, o One Ok Rock lançou dois extended plays (EPs). Mais tarde, em 25 de abril de 2007, a banda lançou o single "Naihishinsho", realizando sua primeira entrada na tabela musical Oricon Singles Chart. Seus próximos lançamentos ajudaram a catapultar a popularidade do One Ok Rock no cenário musical japonês. Em maio de 2009, Onizawa deixou a banda, Kohama cogitou deixar o baixo para passar a tocar guitarra, porém ele manteve sua posição e as canções foram reorganizadas para serem tocadas por uma única guitarra. Em janeiro de 2013, foi lançado o single "Deeper Deeper/Nothing Helps", que credita Kohama como um dos compositores. A faixa atingiu a posição de número dois pela Oricon Singles Chart. Em julho de 2014, o single "Mighty Long Fall/Decision" foi lançado, que credita Kohama como um dos compositores de "Mighty Long Fall", faixa que atingiu a posição de número dois pela Oricon Singles Chart e tornou-se a trilha sonora do filme Rurouni Kenshin: Kyoto Taika-hen.
Em fevereiro de 2017, o One Ok Rock lançou o CD single Skyfall, o qual incluiu a canção "Manhattan Beach", que possui letras de Kohama e Moriuchi.

## Vida pessoal
Em 18 de fevereiro de 2017, durante o primeiro dia da turnê One Ok Rock 2017 Ambitions Japan Tour, Kohama anunciou que havia se casado com a irmã mais nova da cantora canadense Avril Lavigne, Michelle. Em 22 de outubro de 2017, ele relatou o nascimento de sua primeira filha.

## Filmografia
- Shibuya Fifutīn (2005)
- Fool Cool Rock! One Ok Rock Documentary Film (2014)
- One Ok Rock: Flip a Coin (2021)